# Uzonka
Az Uzonka újabb keletű névadás, valószínűleg a kora középkorban Magyarországon letelepedett úz nép nevéből ered.

## Gyakorisága
Az 1990-es években szórványos név, a 2000-es években nem szerepel a 100 leggyakoribb női név között.

## Névnapok
- július 12.[2]